# Saint-Silvain-sous-Toulx
Saint-Silvain-sous-Toulx település Franciaországban, Creuse megyében. Lakosainak száma 147 fő (2022. január 1.). Saint-Silvain-sous-Toulx La Celle-sous-Gouzon, Clugnat, Domeyrot, Toulx-Sainte-Croix és Trois-Fonds községekkel határos.

## Népesség
A település népessége az elmúlt években az alábbi módon változott:
| Lakosok száma | 258  | 191  | 179  | 146  | 158  | 160  | 165  | 154  | 148  | 147  |
|               | 1968 | 1982 | 1990 | 2006 | 2013 | 2015 | 2017 | 2019 | 2020 | 2022 |